# Хвастовичи (Калужская область)
Хвасто́вичи — село в Хвастовичском районе Калужской области Российской Федерации.
Административный центр Хвастовичского района и сельского поселения «Село Хвастовичи».
По итогам конкурса проведённого Минрегионразвития в 2014 году, Хвастовичи заняли III место по благоустроенности среди сёл Российской Федерации с населением 3-5 тыс. человек.

## География
Село Хвастовичи расположено в 187 км на юго-запад от Калуги, в 36 км от автотрассы М3 «Украина».

## Этимология
По версии краеведов П. А. Титова и С. А. Петухова, название села происходит от имени Хваст (хвастливый) и топонимической форманты -«вичи», которая прослеживается в именах потомков владельцев или основателей поселений.

## История
Земли на которых основано поселение Хвастовичи в древности входили в состав территорий населенных вятичами:

…А Вятко cъ родомъ своимъ поселилиси по Окѣ, отъ него прозвалися Вятичи…

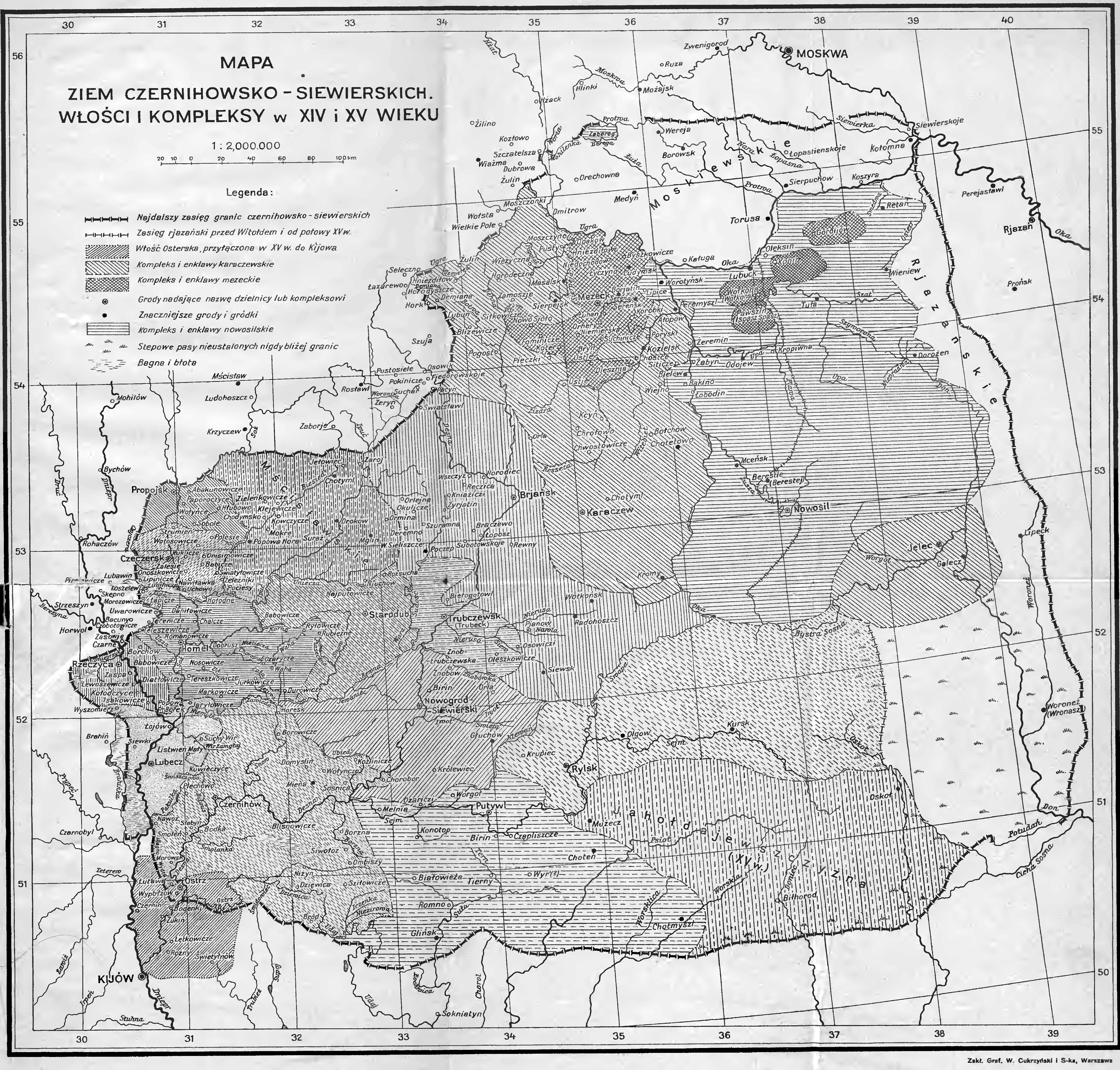
Оригинал. Mapa Ziem Czernihowsko-Siewierskie wlosci i kompleksy w XIV i XV wieku

Известный историк и исследователь Речи Посполитой Стефан Кучиньский, в своей работе 1936 года «Земли Черниговско-Северские под властью Литвы» приводит карту XIV—XV веков, на которой Хвастовичи (Chwostowicze) поименованы и отнесены к Карачевскому княжеству. Если польская карта верна, то можно предположить, что Хвастовичи как поселение было известно ещё в первой половине XIV века. Позднее княжество Карачевское вошло в состав Великого княжества Литовского. Хвастовичи пребывали в составе Верховских княжеств под властью Великих князей Литовских до 1494 года.
Село упоминается также в письменных источниках, в составе удельных земель князя Дмитрия Фёдоровича Воротынского, в бумагах Посольского приказа, датированных январем 1494 года:

А се те волости, после их звали данье королево князем Новосильским, а в списке в их написаны. А бояре говорили, что князи зовут их себе вотчиною: Лугань, да Местилов, да Кцынь, да Хвастовичи, а держит их князь Дмитрий Фёдорович
В 1504 году село Хвостовичи было отписано Государем всея Руси Иваном III своему четвёртому сыну Семёну (Симеону) и вошло в 1505 году в состав Калужского княжества.

Да благословляю сына своего Семена, даю ему город Бежытцкой Верх с волостми, и с путми, и с селы, и со всеми пошлинами, город Колугу с волостми, и с путми, и с селы, и со всеми пошлинами. Да сыну же своему Семену даю город Козелеск с волостми, и с селы, а волости Козелские: Серенеск, да Людимеск, да Коробки, и Вырки, на Вырке на реке волости Сенища, да Сытичи, да Выино, и с ыными месты, да Липици, да Взбынов, да Верх-Серена, да Луган, да Местилово, да Къцын, да Хвостовичи, да Порыски, да Борятин, да Орень, да Хостьци, да Жеремин, да Сныхово, да Ивановское Бабина село Незнаново, и с ыными месты, со всем с тем, что к тем волостем и селом потягло.
В 1507—1513 годах, во времена так называемых Крымско-ногайских набегов на Русь пострадала и Хвастовичская земля, многие жители были захвачены в «полон» и угнаны.
В 1518 году после смерти Семёна Ивановича Хвастовичи перешли в состав Великого княжества Московского.
С 1547 года Хвастовичи в составе Русского царства. При Иване IV Грозном относились к Северщине.
Местные предания гласят, что во времена Ивана Грозного в окрестностях Хвастовичей разбоем промышлял легендарный атаман Кудеяр.

О Кудеяре повествует предание, что он был молодчина рослый, своевольный, удалой казак. Его разбои бушевали в землях Тульских, Московских, и по всему княжеству Рязанскому. Ни конный, ни пеший не имел от них ни проезда, ни выхода. Рязанские казаки, о которых теперь и память почти исчезла, едва ли не без исключения были верною дружиной Кудеяру.
В писцовых книгах Свенского монастыря относящиеся к 1595 году, упоминаются селения: Дынное, Заболотье, Чёрный поток, Ослинка, Подбужье, Пневичи(Пеневичи), Ходрыкина(Кондрыкино), Нехочи, Ловать, Хвастовичи.
Во времена смуты (1598—1613) Хвастовичи находились под интервенцией Речи Посполитой. Часть жителей села поддержали восстание Ивана Болотникова.
С 1620-х годах Хвастовичи в составе Дудинской дворцовой волости.
По переписи 1678 года Хвастовичи являются населённым пунктом бортного типа и насчитывает 60 дворов. К этому же времени относятся данные о строительстве Пятницкой церкви.
В результате административно-военной реформы 1680 года вся территория Российского царства была поделена на разряды, часть Хвастовичского района была приписана к Ботоговскому стану, Брянского уезда Севского разряда. А сами Хвастовичи относились к Козельскому уезду Дудинской волости.
С 1708 года Хвастовичи в составе Козельского уезда Московской губернии.
С 1719 в составе Калужской провинции Московской губернии.
С 1727 года числились в Орловской провинции вместе с Севской провинцией, отнесены всем составом уже к Белгородской губернии.
С 1777 года в составе Жиздринского уезда Калужского наместничества.
В Топографическом описании Калужского Наместничества 1785 года, Хвастовичи, на карте Жиздринского уезда именуются как Фастовичи. Позже, в 1816-м году, на подробной столистовой карте Российской Империи и близлежащих заграничных владений называется село ФОстовичи.
В 1796 году наместничество преобразовано в Калужскую губернию.
В 1837 Жиздринский уезд разделён на 3 стана с центрами в Хотоже, Брынь и Хвастовичах.
В «Списке населенных мест Калужской губернии по сведениям 1859 года» в селе Xвастовичм записано 176 дворов, жителей мужского пола — 624, женского — 635, церковь православная (великомученицы Параскевии) и ярмарок — 2.
В 1852 году Xвастовичах открыт свёкло-сахарный завод, проработавший около четырёх лет, в 1857 году построена церковно-приходская школа.
В 1861 году вошло в новообразованную Милеевскую волость.
В 1896 году в Хвастовичах построена каменная Успенская церковь. Прежнее деревянная разобрана в 1899 году и перевезена в Красное.
В «Статистическом описании Калужской губернии» 1915 года поселение уже отнесено к числу крупных сел с количеством жителей — 2437 человек. Жители занимались земледелием, выращивали рожь, овёс, гречиху, ячмень, лён, коноплю.
12 (25) ноября 1917 года на митинге, при содействии отряда Красной гвардии К. М. Самохина, была провозглашена Советская власть. Единственным органом власти стал сельский комитет.
После установления советской власти были организованы колхозы имени С. М. Кирова и имени Г. М. Димитрова, построены районный узел связи, пенькозавод, пункт по приему молока, открыты магазин, клуб с библиотекой, больница и семилетняя школа (с 1936 года — средняя).
В 1929 году село становится центром Хвастовичского района Брянского округа Западной области. 27 сентября 1937 года Хвастовичский район входит в состав Орловской области РСФСР.

### Великая Отечественная война
К началу Великой Отечественной войны в Хвастовичах насчитывалось 650 домов и более 3000 жителей.
Осенью 1941 года в окрестностях Хвастовичей шли ожесточённые бои. На рубежах по реке Рессете героически сражались части 50-й армии генерала Петрова М. П.. В первых числах октября армия попала в окружение вследствие начавшегося 30 сентября глубокого прорыва 2-й танковой группы Хайнца Гудериана. По данным историка Алексея Исаева, к концу октября из всей армии, в район Белёва вышли 1600 человек из 217-й стрелковой дивизии, 1524 человека — из 290-й, полностью два полка с артиллерией — из 154-й.
7 октября 1941 года в село вошли части 112-й пехотной дивизии вермахта под командованием генерал-лейтенанта Фридриха Мита (нем. Friedrich Mieth). На территории посёлка и района был установлен жесточайший оккупационный режим. Многие жители села и района пали жертвами захватчиков. В декабре 1941 г. гитлеровцы учинили расправу над населением деревень Николаевка и Журиничи. Заподозрив жителей в связи с партизанами, фашисты вывезли все 180 семей с детьми, подростками, стариками и старухами в с. Хвастовичи, где расстреляли их в окрестном лесу.
В то же время оккупанты сожгли живьём Соловьеву Прасковью 38 лет и её пятнадцатилетнюю дочь Александру, семью председателя колхоза «Трактор» и пятидесятилетнюю Ермакову. Расстреляли тридцатилетнюю Еремину Варвару, шестидесятипятилетнего Млякова Г. В., председателя колхоза им. Кирова и его жену, а также много военнопленных красноармейцев и командиров.
В апреле 1942 году гитлеровцы расстреляли на кладбище в селе Хвастовичи 27 мужчин и женщин. В августе 1942 года были расстреляны 5 мирных жителей, в числе которых Морозова 35 лет с девятилетней дочерью.

Бусловский Н. И. 1942

С первых дней оккупации на территории района и края действовал партизанский отряд «В бой за Родину» под командованием Н. И. Бусловского, работавшего до войны директором Хвастовичской МТС.
Уже в октябре 1941 года партизаны взорвали все железнодорожные мосты на Полпинской железнодорожной ветке, связывающей Брянск с Еленским, уничтожили вокруг неё телефонно-телеграфную связь, а в ночь на 17 октября разведывательно-диверсионная группа отряда взорвала 135 метровый деревянный Кцынский мост через реку Рессету. Движение немецких войск в сторону Тулы было задержано на несколько дней.
За период оккупации, 1300 человек из числа жителей посёлка были угнаны на принудительные работы в Германию, были разрушены все промышленные предприятия, при отступлении в 1943 году, немцы полностью сожгли село.
Хвастовичи были освобождены 15 августа 1943 года бойцами 96-й стрелковой дивизии (под командованием полковника Ф. Г. Булатова) 11 армии, в ходе Орловской стратегической наступательной операции «Кутузов».
В 1944 году посёлок и район включается в состав только что образованной Калужской области.
На братском воинском кладбище, торжественно открытом в 1955 году, похоронено более 4000 бойцов и командиров РККА, павших в боях с немецко-фашистскими оккупантами на территории района. В сквере райцентра на Аллее славы героев установлены портреты земляков — Героев Советского Союза и полных кавалеров ордена Славы.
В послевоенные годы в райцентре велось жилищное строительство. Появились новые улицы, промкомбинат, универмаг, дом культуры, районная больница, аптека, ветлечебница, детский комбинат, автостанция, стадион. В 1959 году открыт молочный завод, в 1960 — льнозавод, в 1972 — завод резиновой обуви. В 1976 году было построено здание средней школы на 960 учащихся. В школе работает краеведческий музей, один из старейших в области.
С 2006 года село также является административным центром сельского поселения «Село Хвастовичи», в состав которого входит посёлок Успенский.

## Инфраструктура
- магазин «Пятёрочка»
- магазин «Магнит»
- гостиница

## Население и демографические показатели
| \| 1880[21] \| 1897[22] \| 1913[23] \| 1926[24] \| 1939[25] \| \| -------- \| -------- \| -------- \| -------- \| -------- \| \| 1519 \| ↗2140 \| ↗2535 \| ↘2482 \| ↗2900 \| \| 1959[26] \| 1970[27] \| 1979[28] \| 1989[29] \| 2002[30] \| \| ↗3251 \| ↗3547 \| ↗4097 \| ↗4485 \| ↗4596 \| \| 2010[31] \| 2021[1] \| \| \| \| \| ↘4509 \| ↘4425 \| \| \| \| | 1000 2000 3000 4000 5000 1897 1970 2021 |       |       |       |
| 1880 | 1897                                    | 1913  | 1926  | 1939  |
| 1519 | ↗2140                                   | ↗2535 | ↘2482 | ↗2900 |
| 1959 | 1970                                    | 1979  | 1989  | 2002  |
| ↗3251 | ↗3547                                   | ↗4097 | ↗4485 | ↗4596 |
| 2010 | 2021                                    |       |       |       |
| ↘4509 | ↘4425                                   |       |       |       |

### Известные уроженцы
- Паршиков Алексей Егорович (1940—1984) — русский советский историк, исследователь истории древней Греции[32].

## Статьи и публикации
- Водарский Я. Е. Территория и население Севского разряда во второй половине XVII — начале XVIII вв. // Вопросы истории хозяйства и населения России в XVIIв : научная публикация. — M.: Наука, 1974.
- Kuczyński Stefan M. Земли Черниговско-Северские под властью Литвы = Ziemie czernihowsko-siewierskie pod rządami Litwy. — Warszawa: Fundusz Kultury Narodowej, 1936. — 412 p. — (Prace Ukraińskiego Instytutu Naukowego. Serja prac Komisji dla badań zagadnień polsko-ukraińskich, zesz. 2).
- Тархов С. А. Изменение административно-территориального деления России за последние 300 лет // География : Газета. — 2001. — № 15.
- Минрегион России огласил список самых благоустроенных населенных пунктов // Федеральные новости : портал. — Калуга: Официальный интернет-сайт Законодательного Собрания Калужской области., 2014.
- Виктор Гусаров. На земле Хвастовичской // Весть : газета. — 2014. — 25 сентября.
- Виктор Гусаров. Партизанский командир Николай Бусловский // Весть : газета. — 2013. — 13 августа.